# Ludwig Friedrich Heindorf
Ludwig Friedrich Heindorf (* 21. September 1774 in Berlin; † 23. Juni 1816 in Halle an der Saale) war ein deutscher Klassischer Philologe.

## Leben
Heindorf besuchte das Köllnische Gymnasium in Berlin und studierte nach der Reifeprüfung an der Universität Halle, wo er Altertumswissenschaft bei Friedrich August Wolf studierte. Zu seinem Lehrer baute er ein vertrautes Verhältnis auf. Nach dem Examen 1796 ging er zurück nach Berlin und trat eine Stelle als Subrektor am Köllnischen Gymnasium an. Bei der Gründung der Berliner Universität 1809 wurde Heindorf einer der ersten 52 Professoren. Schon im Herbst 1811 wechselte er an die Universität Breslau als Kollege von Johann Gottlob Theaenus Schneider. Hier war Karl Otfried Müller sein Schüler. Am 25. Juni 1812 wurde Heindorf als korrespondierendes Mitglied in die Preußische Akademie der Wissenschaften aufgenommen. Im Frühjahr 1816 nahm er einen Ruf an die Universität Halle an, erlag aber noch vor seiner ersten Vorlesung am 23. Juni einem Brustleiden. Er wurde am 24. Juni 1816 auf dem halleschen Stadtgottesacker bestattet, sein Grab befindet sich im Gruftbogen Nr. 79. 
Seine Forschungsarbeit konzentrierte sich auf den griechischen Philosophen Platon. Dazu wurde er schon während seines Studiums von seinem Lehrer Wolf angeregt. Wolf plante seine Platon-Ausgabe in Gemeinschaft mit Heindorf zu veröffentlichen, aber nach einigen Jahren der Untätigkeit nahm sich Heindorf allein der Arbeit an. Wolf zeigte sich unwillig. Dennoch erschienen von 1802 bis 1810 vier Bände mit lateinischem Kommentar. Trotz des großen Wertes der Ausgabe wurde sie von Wolf aus persönlichen Gründen abgelehnt und öffentlich herabgesetzt.
Weitere Arbeiten Heindorfs sind eine Ausgabe von Ciceros Schrift De natura deorum (Leipzig 1815) und der Satiren des Horaz (Leipzig 1815). Diese Horazausgabe war bis weit ins 19. Jahrhundert hinein die beste und wurde von Ernst Friedrich Wüstemann (Leipzig 1843) und Ludwig Döderlein (Leipzig 1859) überarbeitet.